# Sonos (empresa)
Sonos é uma empresa norte-americana de equipamentos eletrônicos fundada em 2002. A empresa fabrica sistemas de som domésticos e sem fio.